# 圣吕班德拉艾
圣吕班德拉艾（法語：Saint-Lubin-de-la-Haye，法語發音：[sɛ̃ lybɛ̃ də la ɛ]）是法国厄尔-卢瓦省的一个市镇，属于德勒区。

## 地理
圣吕班德拉艾（48°49'9"N, 1°34'17"E）面积14.32 平方千米，位于法国中央-卢瓦尔河谷大区厄尔-卢瓦省，该省份为法国北部内陆省份，北起顺时针与厄尔省、伊夫林省、埃松省、卢瓦雷省、卢瓦-谢尔省、萨尔特省和奧恩省接壤。
与圣吕班德拉艾接壤的市镇（或旧市镇、城区）包括：布瓦塞、格雷塞、乌当、阿沃吕、古桑维尔。

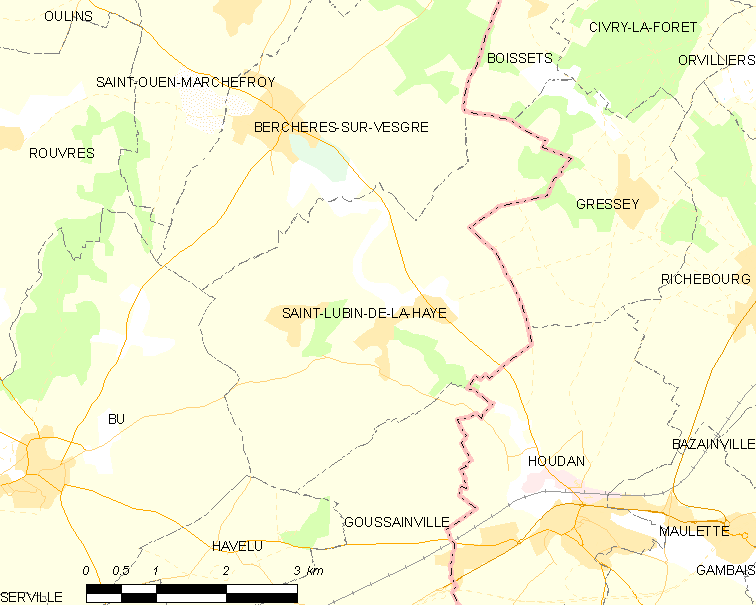
圣吕班德拉艾的OSM定位图

圣吕班德拉艾的时区为UTC+01:00、UTC+02:00（夏令时）。

## 行政
圣吕班德拉艾的邮政编码为28410，INSEE市镇编码为28347。

## 政治
圣吕班德拉艾所属的省级选区为阿内特县。

## 人口

1962-2008年间圣吕班德拉艾人口变化图示

圣吕班德拉艾于2022年1月1日时的人口数量为950人。